# Inarwa (Saptari)
Inarwa (nep. इनर्वा) – gaun wikas samiti we wschodniej części Nepalu w strefie Sagarmatha w dystrykcie Saptari. Według nepalskiego spisu powszechnego z 2001 roku liczył on 496 gospodarstw domowych i 2316 mieszkańców (1128 kobiet i 1188 mężczyzn).